# Семёновское сельское поселение (Калачеевский район)
Семёновское сельское поселение — муниципальное образование в Калачеевском районе Воронежской области.
Административный центр — село Семёновка.

## Население
| 2010 | 2012  | 2013  | 2014  | 2015  | 2016 | 2017 |
| ---- | ----- | ----- | ----- | ----- | ---- | ---- |
| 1231 | ↘1152 | ↘1089 | ↘1036 | ↘1001 | ↘969 | ↘913 |
| 2018 |       |       |       |       |      |      |
| ↘886 |       |       |       |       |      |      |

## Состав поселения
- Морозовка (хутор) — 135[3]
- Пирогово (село) — 392[3]
- Россоховатое (хутор) — 38[3]
- Семёновка (село, административный центр) — 666[3]